# Ommatius erythropus
Ommatius erythropus là một loài ruồi trong họ Asilidae. Ommatius erythropus được Schiner miêu tả năm 1867. Loài này phân bố ở vùng Tân nhiệt đới.